# Натянка

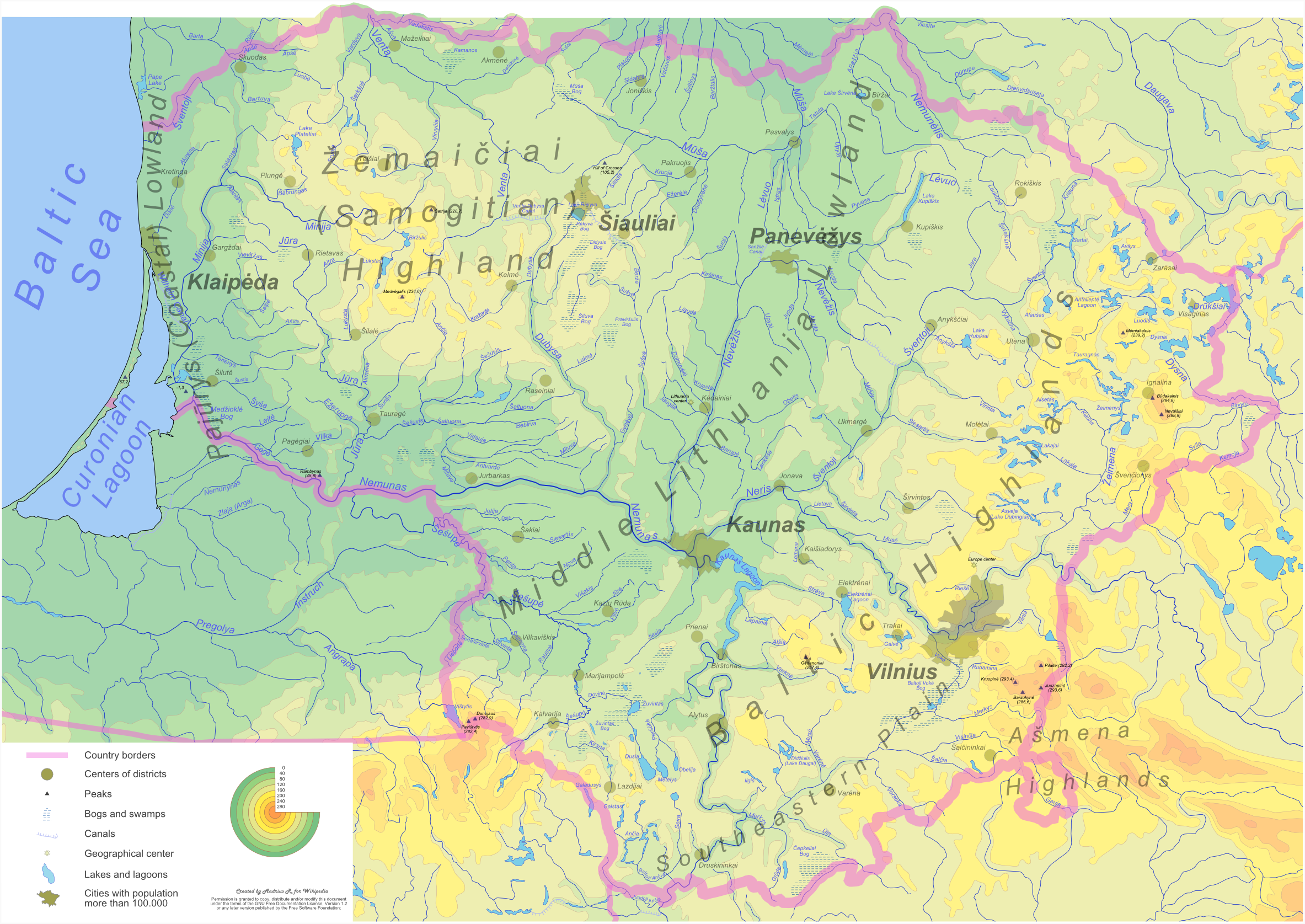
Фізична карта Литви

Натянка, лит. Nacianka, пол. Nacianka — річка в Литви, у Тельшяйському й Клайпедському повітах на Жемайтії. Права притока Саланти (басейн Балтійського моря).

## Опис
Довжина річки приблизно 22 км, найкоротша відстань між витоку і гирлом — 13,41 км, коефіцієнт звивистості — 1,64.

## Розташування
Бере початок на північно-західній стороні від озера Плателяй (лит. Plateliai) неподалік від міста Плателяй в селі Ушпелкі. Спочатку тече переважно на північний захід через Зобетай та Нацяни. У Байдотаї різко повертає на південний захід і впадає у річку Саланту, праву притоку Мінії.
Річку перетинає декілька разів автомобільна дорога 2704.